# Шагырлой
Шагырлой (каз. Шағырлой, до 2007 г. — Коминтерн) — упразднённое село в Сырымском районе Западно-Казахстанской области Казахстана. Административный центр Саройского сельского округа. Исключено из учётных данных в 2024 году.
Код КАТО — 275855100.

## Население
В 1999 году население села составляло 1008 человек (485 мужчин и 523 женщины). По данным переписи 2009 года, в селе проживали 643 человека (318 мужчин и 325 женщин).